# 貫高制
貫高制（かんだかせい）は、中世の日本において、土地の収穫高を通貨単位である貫を用いて表した統一的な土地制度・税制・軍制のこと。主に戦国時代・織豊期の戦国大名の領国において普及し、統一的な賦課基準として知行役や軍役、諸役賦課体制の基礎となった。

## 概要
鎌倉時代・室町時代には、田地の面積は、その田で収穫することのできる平均の米の量を通貨に換算し「貫」を単位として表された。これを貫高（かんだか）といい、それを税収の基準にする土地制度を貫高制と呼ぶ。同じ貫数でも土地の条件などによって実際の面積は異なることになる。これは、米で納めるべき年貢を銭で代納する「分銭」に由来するもので、武家の知行高も貫で表し、貫高に基づいて負担する軍役を定めた。
これに対して領主側も用途に応じた標準貫高を定めて把握に努めた典型的なケースとして相模国の後北条氏（伊勢氏）を挙げると、田には1段あたり500文、畑は1段あたり150-200文を標準として、永楽銭あるいは代納として米で納めさせた。同氏の制度では100文を米1斗2-4升に換算された。なお、永楽銭で納付させた貫高制を特に永高（えいだか）とも称した。特に戦国時代においては、自給自足体制の崩壊とともに支配階層の貨幣に対する需要が高まった事から普及する。
戦国大名の貫高制は国人領主層や在地小領主層を知行制により家臣団として編成するのと同時に、年貢集取により在地支配を行うシステムであると位置づけられているが、在地掌握の程度についてはこれを不掌握であったとする藤木久志と、十分な掌握がなされていたとする永原慶二の説がある。

## 終焉
しかし当時の日本は貨幣を自給できなかったことや鐚銭の問題もあり、貫高制の普及に伴い、それを維持するに十分な貨幣流通量を確保できなくなった。戦国時代後期には銀生産量の増加や西国流通経済の活性化などから、銭に代わって銀や米が価値の基本となりつつあったために貫高制は経済的に混乱し、やむなく米などによる代納も行われていた。そのため安土桃山時代においては、豊臣秀吉による太閤検地によって、知行高は支給される米の容積による「石」（石高）で表されるようになった。江戸時代においては貨幣の製造が行われたものの、石高制が維持された。
なお、貫高を石高に換算すると全国的に1貫文＝2石であったが、一部の地域では差異があり、江戸時代も貫高制を続けた仙台藩では1貫文＝10石であった。